# Der Greif (Fernsehserie)
Der Greif, auch Hohlbeins – Der Greif ist eine deutsche Fernsehserie mit Jeremias Meyer, Lea Drinda, Zoran Pingel und Theo Trebs. Regie führten Sebastian Marka (Folgen 1, 2, 5 und 6) und Max Zähle (Folgen 3 und 4) nach einer Idee von Sebastian Marka und Erol Yesilkaya, die auch als Showrunner fungierten. Die Drehbücher basieren auf dem Fantasy-Roman Der Greif von Wolfgang Hohlbein und Heike Hohlbein aus dem Jahr 1989. Die Serie wurde im Mai 2023 auf Amazons Prime Video veröffentlicht.

## Handlung
Die Kleinstadt Krefelden im Jahr 1994: Der 16-jährige Mark betreibt neben der Schule zusammen mit seinem großen Bruder Thomas und seinem Freund Memo einen Plattenladen. Als das neue Mädchen Becky in die Stadt zieht, kommen Mark und sie sich bald näher.
Eines Tages führt Thomas seinen kleinen Bruder in eine alte Familientradition ein: Mark soll seinen Namen in die Familienchronik eintragen. Das Buch werde seit Jahrhunderten von den Männern in der Familie an ihre Söhne weitergegeben. Es beschreibt eine fantastische Welt, in der ein grausames Wesen, der Greif, seine Schreckensherrschaft ausübt und die laut Thomas wirklich existiert. Es sei ihre Aufgabe, den Greifen zu bekämpfen. Mark will davon zunächst nichts hören, denn zehn Jahre zuvor hatte ihr Vater Karl sich, scheinbar durch die Chronik wahnsinnig geworden, auf dem Friedhof selbst entzündet. Doch bald muss Mark erkennen, dass die Welt des Greifen real ist.
Als Thomas in der Welt des Greifen von den steinernen Sklavenjägern entführt wird, beschließt Mark, ihn zu retten. Doch der Greif hat es eigentlich auf Mark abgesehen, denn Mark ist der Weltenwanderer, das einzige Wesen, das alleine durch seine Vorstellungskraft zwischen unserer Welt und der Welt des Greifs reisen kann. Alle anderen sind dafür auf ein Portal angewiesen, das in einer Kirche in Krefelden versteckt ist. Sollte der Greif Mark töten, würde diese Gabe auf ihn übergehen.
Mark hofft auf die Hilfe von Memo und Becky. Doch Dr. Peters, Marks Therapeut und Beckys Vater, bringt sie dazu, sich von Mark fernzuhalten. Niemand weiß, dass Dr. Peters tatsächlich ein Illusionist ist, ein Wesen aus der Welt des Greifen, das seine Gestalt ändern kann. Es versucht, Mark zu Wutausbrüchen zu bringen, da diese dem Greif Kraft verleihen. Weil Marks Mutter Petra glaubt, dass nun auch ihr jüngster Sohn dem Wahnsinn zu verfallen scheint, versucht sie, ihn in eine geschlossene Anstalt einweisen zu lassen. Beim Versuch wird ein Angestellter der psychiatrischen Klinik umgebracht, scheinbar von Mark, tatsächlich jedoch vom Illusionisten.
Becky und ihre Freunde Ben und Sara möchten herausfinden, ob Mark doch recht hat. Dabei erwecken sie versehentlich einen Nachtschreck zum Leben, ein großes, insektenähnliches Wesen, das auf einer Party Jugendliche angreift und Bens Freundin Maya schwer verletzt. Der Illusionist versucht durch Fälschung der Beweise und Löschung von Gedächtnissen den Anschein zu erwecken, dass es tatsächlich ein entlaufener Zirkusbär gewesen sei. Doch der ermittelnde Kommissar Bräker weiß von der Existenz der Illusionisten. Einer von ihnen hatte zehn Jahre zuvor in Gestalt eines Staatsanwalts vertuscht, dass die verbrannte Leiche von Karl auf dem Friedhof niemals gefunden wurde. Bräker und Petra glauben nun auch, dass die Welt des Greifen real ist und sie eilen in die Kirche, um das Portal zu öffnen.
Mark und Memo, der in der anderen Welt von seiner Kurzsichtigkeit und seinem Beinleiden geheilt ist, schaffen es währenddessen, Thomas zu befreien. Doch der Greif verlässt sein Versteck, greift die drei an und foltert Thomas. Mark verletzt den Greifen und die drei Jungen fliehen durch das von Petra geöffnete Portal. Einige Stunden später betritt Ben diese jedoch wieder, unbemerkt von seinen Freunden, mit der im Koma liegenden Maya auf seinem Arm. Noch von niemandem der Gruppe entdeckt, befindet sich eine große Menge an mannshohen Felsen in den Katakomben der Kirche, die in der Welt des Greifen von Sklaven aus Minen geborgen wurden. Aus den Felsen beginnen Sklavenjäger zu schlüpfen.

## Produktion und Hintergrund
Die beiden Showrunner hatten vor und während der Drehbuchentwicklung mehrmals Kontakt mit Autor Wolfgang Hohlbein. Gegenüber dem Roman, der 1989 spielt, wurden einige Veränderungen vorgenommen. So wurde u. a. die Serie ins Jahr 1994 verlegt, die Hauptfigur einige Jahre älter gemacht, Themen modernisiert und aus den beiden Brüdern wurde eine Gruppe von Freunden.
Die Dreharbeiten fanden vom 13. Juli bis zum 22. November 2021 in Berlin, Brandenburg und auf Teneriffa statt. Drehorte waren unter anderem die Zitadelle Spandau, Babelsberg, die Heynstraße im Bezirk Pankow, die Heynstudios im Florakiez und die Bar Fritz Heyn sowie das Kloster Chorin.
Produziert wurde die Serie von der deutschen Wiedemann & Berg Filmproduktion der Produzenten Quirin Berg und Max Wiedemann und der Dog Haus Filmproduktion (Produzent André Zoch). Unterstützt wurde die Produktion von FilmFernsehFonds Bayern, dem German Motion Picture Fund und der Medienboard Berlin-Brandenburg GmbH.
Die Kamera führte Willy Dettmeyer, für die Montage zeichneten Andreas Baltschun und Lucas Seeberger verantwortlich und für das Casting Suse Marquardt und Patrick Dreikauss. Das Maskenbild gestalteten Andrea Allroggen, Stefanie Heiss, Maria Ratzeburg, Gloria Göschel, Monika Hübert und Johannes Gundlach, das Kostümbild Frauke Firl, das Szenenbild Sebastian Krawinkel und den Ton André Zacher.

## Episoden

### 1. Gegen schlechte Zeiten
Regie: Sebastian Marka

Drehbuch: Erol Yesilkaya

Länge: 59 Minuten
1984 in der Kleinstadt Krefelden. Karl Zimmermann flieht mit seinen beiden Söhnen Thomas und Mark mitten in der Nacht aus ihrem Haus. „Er“ sei hinter ihnen her und sie könnten nicht mehr nach Hause zurückkehren. Karls Frau Petra sagt Karl, dass das, wovor er Angst hat, nicht real sei, doch sie kann ihn nicht aufhalten. Auf der Fahrt zum Friedhof geht Karls Kopf plötzlich in Flammen auf.
Es war ein Alptraum, zehn Jahre später erwacht Mark in seinem Bett. Er ist 16 Jahre alt, sein Vater ist tot und sein Bruder Thomas in einer psychiatrischen Anstalt gewesen. Nun haben sie zusammen mit ihrem Freund Memo einen Plattenladen. Mark lernt das neue Mädchen in der Stadt, Becky, kennen. Auf seine Schule geht außerdem Ben, der eine heimliche Beziehung mit Sara hat und für berühmte DJs die Lightshows machen möchte. Befreundet ist Ben mit Maya, die gut zeichnen kann und immer ihre Polaroid-Kamera dabeihat.
Eines Abends zeigt Thomas Mark die Familienchronik, ein uraltes Buch, das seit Jahrhunderten in der männlichen Linie der Familie weitergegeben wird. In diesem ist die Welt des Dunklen Turms beschrieben, die von einem mächtigen Wesen, dem Greifen beherrscht wird. Mark soll die Chronik signieren, was er nach kurzem Zögern auch tut. Er bekommt fast augenblicklich Visionen von der Welt des Greifen, oder ist er vielleicht wirklich dort? Als Thomas und Mark gemeinsam nachts das Steinmetzatelier auf dem Friedhof besuchen, in dem ihr Vater gestorben ist, scheint ein Lot auf magische Art und Weise auf Mark zu reagieren. Plötzlich erwachen die großen Steinengel, die an dem Gebäude stehen, zum Leben und einer von ihnen greift Mark und Thomas an.

### 2. Nicht meine Baustelle
Regie: Sebastian Marka

Drehbuch: Erol Yesilkaya, Boris Dennulat

Länge: 57 Minuten
Am nächsten Morgen erwacht Mark. Die Steinfiguren sind wieder leblos und Thomas ist verschwunden. Mark erfährt, dass sein Therapeut, Dr. Peters, der Vater von Becky ist. Dieser rät ihr, sich von Mark fernzuhalten. Petra hört von Thomas’ Verschwinden und schaltet sofort Polizeikommissar Bräker ein. Währenddessen findet Becky mit Hilfe von Sara einen Zeitungsartikel, in dem steht, dass Karl sich vor zehn Jahren im Steinmetzatelier vor den Augen seiner Söhne verbrannt habe.
Mark liest in der Chronik, erwacht in der Welt des Dunklen Turms und findet seinen Bruder. Dieser erzählt ihm, dass diese aus mehreren Ebenen bestehe und sie sich auf der untersten, der Ebene der Minen, befänden. Als Thomas erfährt, dass Mark nur durch seine Gedanken in die Welt des Turms wechseln konnte, bezeichnet er ihn als Weltenwanderer. Er selbst kann sie nur durch ein Portal in einer Kirche betreten. Thomas wird von Sklavenjägern gefangen genommen. Als Mark einen von ihnen mit einem Stein erschlagen will, befindet er sich plötzlich im Plattenladen, wo er Becky niederschlägt. Er weiht Becky und Memo ein, doch als es ihm nicht auf Anhieb gelingt, zu beweisen, dass der Dunkle Turm wirklich existiert, bekommt er einen Wutausbruch und die beiden Freunde gehen. Später kann Mark Memo jedoch überzeugen, mit ihm das Portal zu suchen. Sie finden es in der Martenskirche und gelangen in die Welt des Dunklen Turms. Memo ist dort von seinen Leiden (einem Sehfehler und einem schmerzenden Bein) geheilt, doch Mark wünscht sich versehentlich nach Krefelden zurück und Memo ist allein.

### 3. F***ing Superheld
Regie: Max Zähle

Drehbuch: Erol Yesilkaya, Senad Halilbašić

Länge: 57 Minuten
Petra sperrt Mark über Nacht in seinem Zimmer ein, weil sie befürchtet, dass auch er von der Familienchronik besessen ist. Dr. Peters überredet sie, ihn freizulassen, er sei anders als sein Vater und Thomas. Bei einem Treffen küssen Mark und Becky sich zum ersten Mal. Mark bittet sie, das Portal in der Kirche am nächsten Abend zu öffnen, damit er Memo zurückholen kann. Später erzählt Sara Becky, dass ihr Onkel psychische Probleme hatte und sich umgebracht hat. Sie will deshalb, dass sie gemeinsam mit Petra sprechen. Becky überzeugt sie, erst ein Experiment zu machen, um die Wahrhaftigkeit der Informationen aus der Chronik zu überprüfen. Gemeinsam mit Ben gehen sie in Beckys Zimmer, nehmen eine getrocknete Blume aus dem Buch und befeuchten sie mit fünf Tropfen Wasser. Laut Chronik soll daraus ein Wesen, ein Nachtschreck, entstehen. Die Anleitung warnt explizit davor, mehr Wasser zu benutzen, da er sonst zu groß werde. Doch es scheint nicht zu funktionieren. Enttäuscht verlassen die Freunde das Zimmer. Unbemerkt von den anderen stellt Ben die getrocknete Blume in ein Glas Wasser.
Im Dunklen Turm nutzt der Greif den Körper eines Menschen, um durch ihn zu seinen Untergebenen zu sprechen. Mark findet Memo, der ihm erzählt, dass für ihn nicht nur ein Tag, sondern drei Wochen vergangen seien. Sie entdecken, dass Thomas Teil eines Sklavenzugs ist. Becky, Sara und Ben versuchen, das Portal zu öffnen, aber es funktioniert nicht. Mark und Memo springen auf ihrer Flucht vor den Sklavenjägern von einer Klippe. Mark nimmt Memos Hand, bevor er sich nach Krefelden zurückwünscht und sie landen beide auf Marks Bett. Währenddessen werden die drei Freunde in der Kirche von der Polizei wegen Einbruchs festgenommen und in Beckys Zimmer wird aus der nun aufgeblühten Pflanze der Nachtschreck geboren.

### 4. Easy Peasy
Regie: Max Zähle

Drehbuch: Erol Yesilkaya, Stefanie Veith

Länge: 51 Minuten
Saras Eltern besitzen ein ehemaliges Kino, das diese Ben für einen Auftritt mit einem bekannten DJ zur Verfügung stellt. Ben will nicht mehr, dass ihre Beziehung geheim ist. Sara küsst ihn daraufhin vor ihren Freunden. Da das Portal sich nicht öffnen ließ, gibt Becky ihrem Vater die Familienchronik und will fortan Abstand von Mark halten. Dr. Peters erhält überraschend Besuch von seinem Patienten Koteas. Kurz darauf teilt er Petra seine Sorge mit, dass die Formulierung „zum Dunklen Turm reisen“ ein Code für Suizid sein könnte. Er rät zu Sicherheit und Zuwendung, Petra entschließt sich stattdessen dazu, eine Zwangseinweisung zu veranlassen, wie sie es zehn Jahre zuvor bereits bei Thomas getan hatte.
Mark flüchtet vor den Mitarbeitern der psychiatrischen Anstalt in die Martenskirche und betritt den Dunklen Turm durch das Portal. Ein Unbekannter im Kapuzenpullover kommt in die Kirche und tötet einen der Psychiatrie-Mitarbeiter. Petra sitzt in einem Fahrzeug vor der Kirche und sieht, wie der Mörder die Kirche verlässt und die Kapuze abnimmt: Er sieht aus wie Mark. Dr. Peters gibt Becky die Schuld an Marks Verhalten und erteilt ihr Hausarrest. Er sagt Kommissar Bräker, dass er Mark für imstande hält, einen Menschen totzuschlagen.
Im Dunklen Turm beginnt es zu regnen. Es schlüpfen etliche Nachtschrecke und verfolgen Mark und Memo. Der Nachtschreck, der in Beckys Zimmer geschlüpft ist, klettert in ihren Hals. Sie kann ihn mit einer Zange wieder herausziehen und töten. Becky ist jetzt sicher, dass Mark die Wahrheit erzählt hat und nimmt die Chronik wieder an sich.
Dr. Peters zieht unbeobachtet im Garten seine Jacke aus. Darunter trägt er den blutverschmierten Kapuzenpullover des Mörders aus der Martenskirche. Er verbrennt den Pullover, wischt sich einen Blutfleck vom Hals und tadelt sich im Selbstgespräch für seine Nachlässigkeit.

### 5. Er ist bereit
Regie: Sebastian Marka

Drehbuch: Erol Yesilkaya

Länge: 58 Minuten
Memo zeigt Mark seine Hütte an einem See, der regelmäßig von Sklavenjägern besucht wird. Man-Iht, ein Illusionist, der unter anderem auf magische Weise seine äußere Gestalt ändern kann, nutzt Mücken als Späher. Er erfährt, dass Mark nicht mehr in die Menschenwelt zurückkehren kann und dass er plant, den Sklavenjägern zu der Mine zu folgen, in der Thomas gefangengehalten wird.
Becky hat über die Familiengeschichte von Mark recherchiert. Sie erzählt Petra und Kommissar Bräker, dass der Erbauer der Martenskirche ein Vorfahre von Mark war. Er und alle später geborenen Vorfahren seien in der Nähe der Martenskirche verschwunden.
Dr. Peters ist auch ein Illusionist. Er beschwert sich im Gespräch mit Koteas darüber, dass er für seine Arbeit zu wenig Anerkennung erhalte. Er habe Marks Wutausbrüche absichtlich provoziert.
Am Abend der Party im ehemaligen Kino bekommt Sara wegen der Verhaftung an der Kirche Hausarrest. Ihre Eltern drohen ihr mit Internat, falls sie sich nicht daran halten sollte. Ben missversteht die Situation und ist wütend auf Sara. Weil Sara den Schlüssel hat, bricht Ben in das Kino ein, damit die Party trotzdem stattfinden kann. Er küsst Becky gegen ihren Willen, was von Maya fotografiert wird. Die Chronik wird während der Party mit Bier überschüttet. Da sich darin immer noch eine getrocknete Blume befunden hat, ist ein weiterer Nachtschreck geschlüpft. Maya gesteht Ben ihre Liebe und wird vom Nachtschreck angegriffen. Als das Wesen weitere Jugendliche angreift, wird es von Petra und Kommissar Bräker erschossen, die inzwischen auch auf der Party eingetroffen sind. Dr. Peters erscheint mit der hypnotisierten Becky, verwandelt die Leiche des Nachtschreckes in einen Zirkusbären und manipuliert die Gedächtnisse der Zeugen.
Mark sieht in der Nähe der Hütte mehrfach seinen Vater. Memo erklärt ihn für verrückt und gibt ihm die Schuld am Tod seines Vaters, weil Mark damals Angst hatte und sein Bruder deshalb bei ihm bleiben musste und nicht seinem Vater helfen konnte. Mark schlägt Memo brutal zusammen. Der Greif sagt seinen Anhängern, dass Mark jetzt bereit sei.

### 6. Spür den Hass!
Regie: Sebastian Marka

Drehbuch: Erol Yesilkaya

Länge: 69 Minuten
Nicht der echte Memo wurde von Mark zusammengeschlagen, sondern der Illusionist. Mark und Memo fesseln und befragen ihn. Unter Androhung von Folter berichtet er, dass der Greif sich von Marks Hass ernähre. Mark lässt ihn daraufhin frei. Die Sklavenjäger kommen und locken Mark und Memo zur Mine.
Kommissar Bräker erzählt, dass die Überreste von Karl Zimmermann nie gefunden wurden. Dies wurde von einem Staatsanwalt vertuscht. Unter dem Einfluss von Psychopharmaka konnte Bräker damals erkennen, dass der Staatsanwalt kein Mensch ist. Tatsächlich war es der Illusionist, der jetzt die Gestalt von Koteas angenommen hat.
Maya liegt im Koma und wird nicht wieder aufwachen. Sara bricht von zu Hause aus und findet das Polaroid, auf dem der Kuss zwischen Ben und Becky zu sehen ist. Als sie wieder nach Hause zurückkehrt, findet sie eine Notiz ihrer Eltern, dass sie nun ins Internat komme. Dr. Peters sperrt seine Tochter zu Hause ein, droht ihr mit der Zwangseinweisung. Becky wird von Petra und Kommissar Bräker befreit, sie wollen mithilfe der Chronik das Portal öffnen.
Wenn der Greif Mark tötet, bekommt er seine Kräfte und kann beliebig zwischen dem Dunklen Turm und der Welt der Menschen reisen. Mark gelingt es mithilfe des Lots, Thomas aus der Mine zu befreien. Sie machen sich auf den Weg zum Portal. Der Greif verfolgt sie. Mark berichtet erschüttert, dass es sich für ihn gut angefühlt habe, einen Sklavenjäger zu töten. Thomas kritisiert ihn für die Aussage, sagt, er solle nicht so ein Feigling sein, wie sein Vater gewesen sei. Er fordert das Lot, doch Mark gibt es ihm nicht, woraufhin Thomas ihn niederschlägt. Der Greif überwältigt Thomas, quält ihn und fordert Mark zum Kampf auf. Mark denkt an den Rat seines Vaters, bleibt ruhig, kämpft nicht, will den Greifen damit wütend machen. Petra gelingt es, das Rätsel am Portal korrekt zu lösen und es zu öffnen. Mark verletzt den Greifen und kann mit Thomas und Memo durch das Portal fliehen.
Der Anführer der Sklavenjäger will aus Rache für seinen getöteten Freund in die Welt der Menschen eindringen, um alle zu töten, die Mark liebt. Dr. Peters wird wegen seines Versagens durch einen neuen Illusionisten ersetzt. Mark findet das Polaroid und ist wütend auf Becky. Doch der Tod von Kurt Cobain bringt die beiden wieder zusammen. Ben bringt Maya durch das Portal in den Dunklen Turm. In den Kellergewölben der Martenskirche stehen mannshohe Felsbrocken, aus denen Sklavenjäger schlüpfen.

## Rezeption
Tilmann P. Gangloff vergab auf tittelbach.tv 4,5 von 6 Sternen. Einige Szenen seien recht brutal und grausig anzuschauen, die visuellen Effekte und die Kreaturen seien sehr überzeugend.
Eric Leimann meinte auf Prisma.de, dass nicht alles an der Serie geglückt sei, nicht jedes große Bild überzeuge. Dafür seien andere, vor allem die besonders ekligen Body-Horror-Anleihen ziemlich drastisch und auch optisch eindrucksvoll. Beeindruckend sei auch der Soundtrack.
Christopher Diekhaus meinte auf Wunschliste.de, dass sich ein sehr durchwachsener Eindruck festsetze. Unter anderem biete die Serie zu viel des Guten in ihrem an Stranger Things erinnernden Streben nach nostalgischem Flair auf. Stellenweise sei diese völlig überladen und fühle sich dadurch verkrampft an. Kurze Abstecher in blutig-drastische Gefilde erschienen wie Fremdkörper. Gelegentlich nehme das Geschehen grotesk-karikaturenhafte Züge an. Einen kleinen Der-Herr-der-Ringe-Vibe vermittelten die Bilder aber schon.
Christian Lukas schrieb auf Quotenmeter.de, dass die Serie ihre Schwächen nicht verbergen könne, zu lang sei und es ihr über weite Strecken an Tempo fehle. Warum der Greif so ein mächtiges Wesen ist, wird ebenfalls nicht wirklich beantwortet. Der Cliffhanger wecke aber eine große Neugierde auf eine zweite Staffel.

## Auszeichnungen und Nominierungen
Blauer Panther – TV & Streaming Award 2023
- Nominierung in der Kategorie Beliebteste Serie[12]

Deutsche Akademie für Fernsehen (DAfFNE) 2023
- Nominierung in der Kategorie VFX/Animation (Denis Behnke, Annabelle Troukens und Jens Doeldissen)[13]

Goldene Henne 2023
- Nominierung in der Kategorie Schauspiel (Thorsten Merten)[14]